# 바라바라 꿍
《바라바라 꿍》은 2011년 9월 3일부터 9월 11일까지 방영한 한국방송공사의 어린이 드라마이다.

## 방송 일시
| 방송 채널 | 방송 기간                    | 방송 시간                               | 방송 분량 |
| --------- | ---------------------------- | --------------------------------------- | --------- |
| KBS 1TV   | 2011년 9월 3일 ~ 9월 4일     | 토요일, 일요일 오후 5시 10분 ~ 5시 50분 |           |
| KBS 1TV   | 2011년 9월 10일 ~ 9월 11일   | 토요일, 일요일 오후 5시 ~ 5시 40분      |           |
| KBS 1TV   | 2013년 5월 4일 ~ 5월 5일     | 토요일 오후 2시 55분 ~ 4시              |           |
| KBS 1TV   | 2013년 5월 4일 ~ 5월 5일     | 일요일 오후 2시 40분 ~ 4시              |           |
| KBS 2TV   | 2011년 10월 10일 ~ 10월 13일 | 월요일 ~ 목요일 오후 3시 15분 ~ 4시     |           |

## 등장 인물
- 이장경 : 나리 역
- 이지명 : 종대 역
- 이강빈 : 미르 역
- 정지아 : 예나 역
- 곽수호 : 덕배 역
- 임민지 : 효빈 역
- 임정환 : 경식 역
- 김민주 : 복주 역
- 이원종 : 미르의 할아버지 역
- 김경애 : 미르의 할머니 역
- 맹호림 : 교장 역
- 김경룡 : 종대의 아버지 역
- 주부진 : 복주의 할머니 역
- 서정선 : 담임 선생님 역
- 페라라 헬레세게 이레샤 딜라니 : 효빈의 어머니 역

## 줄거리
8살 나리네 집에는 세 식구가 살고 있다. 맨날 술로 사는 아빠와 최고의 춤꾼이 되고 싶은 오빠. 엄마를 바다에서 사고로 잃은 뒤에 나리는 스스로를 은하공주라 믿고 환상 속에서 엄마를 만날 꿈을 꾼다. 마침 서울에서 엄마 없이 시골 할머니 댁에 맡겨져 같은 학교로 전학 온 미르라는 오빠가 뮤지컬반에 들어 온갖 따돌림을 당하지만, 엄마 없이도 꿋꿋하고 노래를 잘하는 미르 오빠가 나리의 우상이 된다.
주인공인 나리를 중심으로 학교와 가정에서 벌어지는 갖가지 사건들. 엄마가 보고 싶을 땐 자신의 분신과도 같은 뚜뚜 인형과 대화 하는데, 과연 뚜뚜는 엄마를 나리에게 데려다 줄 수 있을까?

## 삽입곡
- 이 드라마에 삽입된 노래의 제목은 가나다 순으로, 작사자와 작곡자는 원곡의 작사자와 작곡자를 기준으로 기재하였다.

| 번호 | 노래               | 작사   | 작곡   |
| ---- | ------------------ | ------ | ------ |
| 1    | 개미               | 이연주 | 이연주 |
| 2    | 난 내가 좋아       | 정소희 | 홍재근 |
| 3    | 바라바라 꿍        | 김동일 | 차한울 |
| 4    | 반달               | 윤극영 | 윤극영 |
| 5    | 보일 듯이          | 김동일 | 차한울 |
| 6    | 보물               | 강인봉 | 강인봉 |
| 7    | 붉은 노을          | 이영훈 | 이영훈 |
| 8    | 샤를랄랄라이야     | 노은아 | 노은아 |
| 9    | 시험               | 권현석 | 백창우 |
| 10   | 시험치는 날        | 최재혁 | 최재혁 |
| 11   | 신나는 여름        | 박은주 | 석광희 |
| 12   | 아낌없이 주는 나무 | 이수영 | 김미은 |
| 13   | 우유송             | 김주희 | 조형섭 |
| 14   | 친구야 너는 아니   | 이해인 | 김태원 |